# Paweł Sapieha (zm. 1580)
Paweł Sapieha (ur. przed 1546 - zm. w listopadzie 1580 roku) – kasztelan kijowski, starosta lubecki od 1560 roku, był wyznawcą prawosławia.
Był synem Iwana i Hanny z Sanguszków. Był ojcem Jana Piotra.
Od roku 1560 utrzymywał graniczną twierdzę Lubecz, mającą zapobiegać najazdom tatarskim. W marcu 1566 mianowany kasztelanem kijowskim. Po inkorporacji Kijowszczyzny do Korony został senatorem, mimo to utrzymywał ścisłe związki z Wielkim Księstwem Litewskim. W 1569 negocjował jeszcze za życia Zygmunta Augusta z posłami francuskimi przyłączenie z powrotem województw bracławskiego, kijowskiego i wołyńskiego na powrót do Litwy w zamian za poparcie Henryka Walezego na tron Polski. W 1573 roku potwierdził elekcję Henryka III Walezego na króla Polski. Brał udział w planowaniu wojny z Iwanem Groźnym w kwietniu 1580. Zmarł w początkach grudnia 1580. Był związany z kalwinizmem, jednak nakazał pochować się w cerkwi w Lejpunach.